# Buquoyská rezidence
Buquoyská rezidence byla postavena v letech 1634 až 1635 v raně barokním slohu. Rozsáhlý komplex budov se dvěma vnitřními dvory tvoří východní stranu náměstí Republiky v Nových Hradech v okrese České Budějovice. Rezidence byla vybudována pro hraběnku Marií Magdalenou Buquoyovou na místě někdejšího rožmberského panského domu jako městský palác, tzv. typ louvre.

## Historie
Komplex rezidence se nachází na místě dřívějších panských domů, které hraběnka Marie Magdalena odkoupila, neboť byla zvyklá na přepychové paláce v Bruselu a Monsu v Belgii. Původní sídlo vládců panství v okolí Nových Hradů, novohradský hrad, byl již nedostačující. V rezidenci rod přebýval až do postavení nového zámku nedaleko od náměstí, kam se následně přestěhoval.
Po opuštění rodinou Buquoyů byly v komplexu zřízeny kanceláře a úřednické byty. Po roce 1945 v budově sídlil lesní závod. Po roce 2000 byla rezidence rozsáhle zrekonstruována. Nyní se v ní nachází Wellness hotel Rezidence.

## Stavební podoba

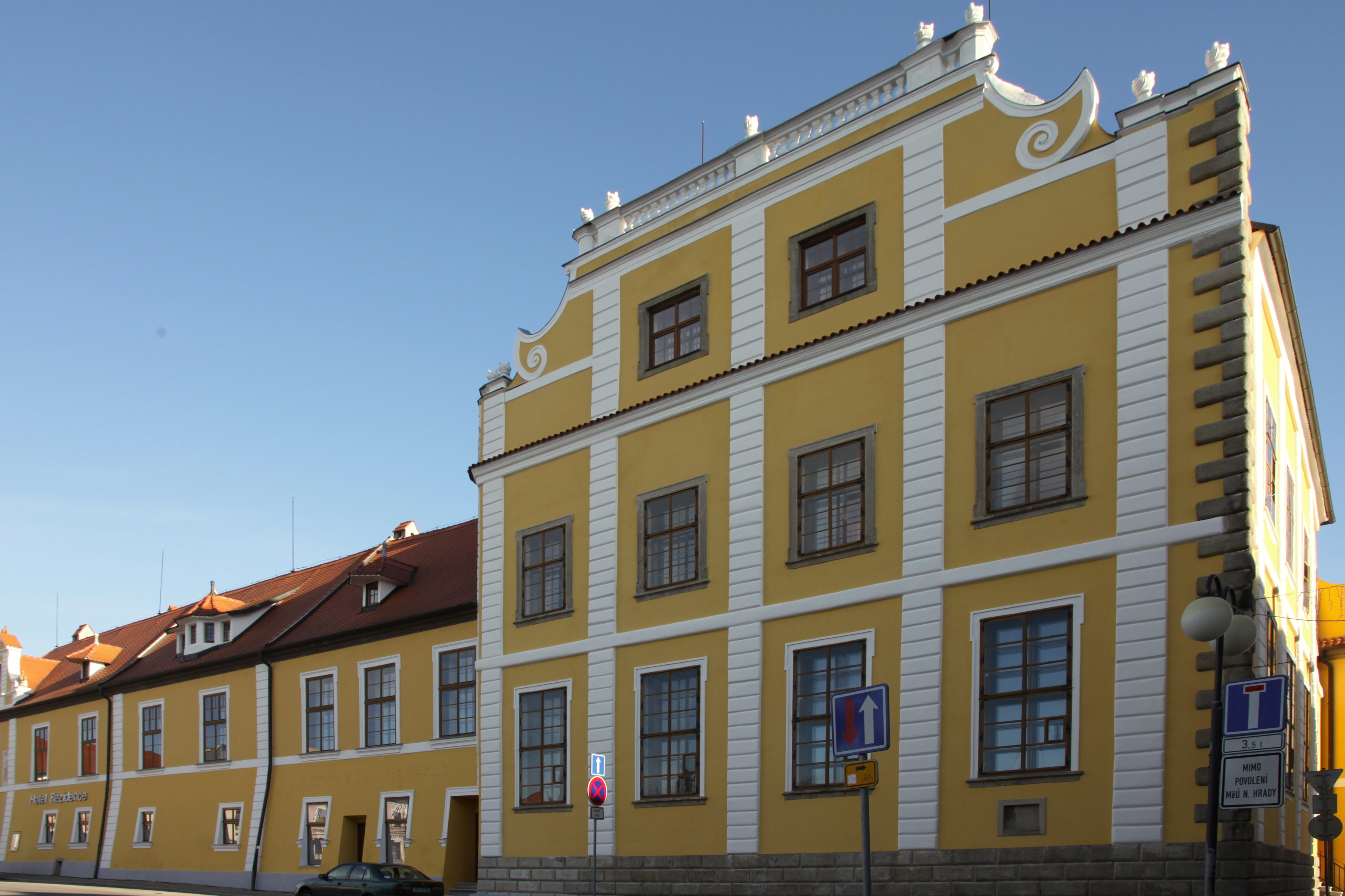
Buquoyská rezidence v Nových Hradech

Půdorys budovy je nepravidelný, připomínající obdélník. Původní rezidence měla dva vstupy, jeden hlavní z náměstí a druhý, který sloužil k dovozu dřeva, sena pro koně, potravin a jiných nezbytností pro chod sídla, vedoucí od kostela. V nitru komplexu byla též dvě nádvoří, avšak menší po rekonstrukci bylo zastřešeno a na jeho místě se nalézá bazén. Za zmínku i stojí lávka, která vedla z okna Rezidence do Buquoyské lóže v kostele svatého Petra a Pavla.